# Rivalité Borg-Connors
|                                                          |  |  |
| Jimmy Connors (2007) et Björn Borg (début des années 90) |  |  |

Les confrontations entre Björn Borg et Jimmy Connors donnent naissance à la première grande rivalité dans l'histoire de l'ère open du tennis. Ils se sont affrontés à 32 reprises en tournois (à ce jour, seulement 23 sont référencées sur le site de l'ATP) entre 1973 et 1983, sans compter la dizaine de matchs exhibitions disputés entre 1980 et 1983.

## En Grand Chelem

### Borg-Connors (5–3), (2–2 en finales)
Leurs rencontres en Grand Chelem se sont toutes déroulées soit en finales (1976-1978) lorsqu'ils dominaient le tennis mondial, soit en 1/2 finales (1975 et surtout à partir de 1979) lorsque John McEnroe remplaça Jimmy Connors dans le duel les opposant au suédois. 
Ces affrontements ont toujours eu comme cadre le tournoi de Wimbledon (4-0 pour Borg) ou l'US Open (3-1 pour Connors).
À cette époque, l'Open d'Australie, est boudé par la plupart des meilleurs mondiaux. Hormis l'édition 1974 (remportée par Connors) à laquelle Borg participe (éliminé au 3e tour par Phil Dent le futur finaliste). Les deux joueurs ne se sont jamais affrontés à Melbourne. 
Idem pour Roland-Garros, tournoi que Connors, non admis en 1974, boycotte jusqu'en 1979 ; période à partir de laquelle, il est en léger déclin par rapport à son rival. Or, entre 1974 et 1978 sur terre battue, Connors mène par 5 victoire à 2 contre Borg (2-0 en Grand Chelem). En outre, durant cette même période, il a atteint 11 des 12 finales des tournois du Grand Chelem qu'il a disputé.
Sans interdiction d'organisateur ni boycott de joueur durant ces 5 années, les affrontements en finale de Grand Chelem auraient vraisemblablement été encore plus fréquents entre ces deux champions, respectivement classés à cette époque, N°1 et 2 mondiaux (excepté 1977 ou Guillermo Vilas fut classé n°2 à l'atp).

## Dans l'ensemble des tournois

### Borg-Connors (18-14), (15–8 site atp)
| N° | Date                   | Tournoi                                          | Surface            | Tour        | Vainqueur  | Score                        |
| -- | ---------------------- | ------------------------------------------------ | ------------------ | ----------- | ---------- | ---------------------------- |
| 1  | 5-11 novembre 1973     | Tournoi de tennis de Stockholm                   | Dur                | 1/2 F.      | Borg 1     | 6-4, 3-6, 7-6(7-2)           |
| 2  | 5-11 août 1974         | US Men's Clay Court Championships "Indianapolis" | Terre battue       | Finale      | Connors 1  | 5-7, 6-3, 6-4                |
| 3  | 25/8-7 septembre 1975  | U.S. Open "Forest Hills"                         | Terre battue       | 1/2 F.      | Connors 2  | 7-5, 7-5, 7-5                |
| 4  | 3-9 novembre 1975      | Tournoi de tennis de Stockholm                   | Dur                | 1/2 F.      | Connors 3  | 6-2, 7-6(7-2)                |
| 5  | 26/1-1er février 1976  | US Pro Indoor "Philadelphie"                     | Moquette           | Finale      | Connors 4  | 7-6(7-5), 6-4, 6-0           |
| 6  | 22-28 mars 1976        | American Airlines Tennis Games "Palm Springs"    | Dur                | 1/2 F.      | Connors 5  | 6-4, 6-1                     |
| 7  | 30/8-12 Sept. 1976     | U.S. Open "Forest Hills"                         | Terre battue       | Finale      | Connors 6  | 6-4, 3-6, 7-6(11-9), 6-4     |
| 8  | 30/9-3 Oct. 1976       | Caracas                                          | Terre battue       | Round Robin | Connors 7  | 6-4, 5-7, 6-3                |
| 9  | 21-23 janvier 1977     | Pepsi Grand Slam "Boca Raton"                    | Terre battue       | Finale      | Borg 2     | 6-4, 5-7, 6-3                |
| 10 | 20/6-2 juillet 1977    | Wimbledon                                        | Herbe              | Finale      | Borg 3     | 3-6, 6-2, 6-1, 5-7, 6-4      |
| 11 | 4-8 janvier 1978       | Masters 77 "New York"                            | Moquette           | Finale      | Connors 8  | 6-4, 1-6, 6-4                |
| 12 | 20-22 janvier 1978     | Pepsi Grand Slam "Boca Raton"                    | Terre battue       | Finale      | Borg 4     | 7-6(7-1), 3-6, 6-1           |
| 13 | 21-23 avril 1978       | Tokyo Suntory Cup                                | Moquette           | Finale      | Borg 5     | 6-1, 6-2                     |
| 14 | 26/6-8 juillet 1978    | Wimbledon                                        | Herbe              | Finale      | Borg 6     | 6-2, 6-2, 6-3                |
| 15 | 28/8-10 septembre 1978 | U.S. Open "Flushing Meadows"                     | Dur                | Finale      | Connors 9  | 6-4, 6-2, 6-2                |
| 16 | 23-25 septembre 1978   | Buenos Aires                                     | Moquette (Supreme) | Finale      | Connors 10 | 5-7, 6-3, 6-3                |
| 17 | 10-12 février 1979     | Pepsi Grand Slam "Boca Raton"                    | Terre battue       | Finale      | Borg 7     | 6-2, 6-3                     |
| 18 | 23-29 avril 1979       | Alan King Tennis Classic "Las Vegas"             | Dur                | Finale      | Borg 8     | 6-3, 6-2                     |
| 19 | 25/6-7 juillet 1979    | Wimbledon                                        | Herbe              | 1/2 F.      | Borg 9     | 6-2, 6-3, 6-2                |
| 20 | 30/10-4 novembre 1979  | Tokyo Indoor                                     | Moquette           | Finale      | Borg 10    | 6-2, 6-2                     |
| 21 | 30/11-2 décembre 1979  | Tournoi de tennis de Francfort                   | Moquette           | Finale      | Borg 11    | 6-3, 4-6, 6-3, 6-4           |
| 22 | 3-9 décembre 1979      | WCT Challenge Cup "Montréal"                     | Moquette           | Finale      | Borg 12    | 6-4, 6-2, 2-6, 6-4           |
| 23 | 9-13 janvier 1980      | Masters 79 "New York"                            | Moquette           | Round Robin | Borg 13    | 3-6, 6-3, 7-6(7-4)           |
| 24 | 19-24 février 1980     | WCT Invitational "Salisbury"                     | Moquette           | Round Robin | Borg 14    | 6-3, 6-1                     |
| 25 | 14-18 janvier 1981     | Masters 80 "New York"                            | Moquette           | 1/2 F.      | Borg 15    | 6-4, 6-7(4-7), 6-3           |
| 26 | 3-8 février 1981       | Molson Light Challenge "Toronto"                 | Moquette           | Round Robin | Connors 11 | 7-5, 6-3                     |
| 27 | 22/6-4 juillet 1981    | Wimbledon                                        | Herbe              | 1/2 F.      | Borg 16    | 0-6, 4-6, 6-3, 6-0, 6-4      |
| 28 | 31/8-13 septembre 1981 | U.S. Open "Flushing Meadows"                     | Dur                | 1/2 F.      | Borg 17    | 6-2, 7-5, 6-4                |
| 29 | 23-25 juillet 1982     | Michelob Light Cup "Industry Hills"              | Dur                | Finale      | Connors 12 | 5-7, 6-2, 6-2, 6-7(5-7), 6-2 |
| 30 | 29/9-3 Oct. 1982       | Molson Light Challenge "Montréal"                | Dur                | Finale      | Connors 13 | 6-4, 6-3                     |
| 31 | 4-9 janvier 1983       | Challenge of Champions "Rosemont"                | Moquette           | Round Robin | Borg 18    | 6-4, 1-6, 6-2                |
| 32 | 8-10 avril 1983        | Tokyo Suntory Cup                                | Moquette           | Finale      | Connors 14 | 6-3, 6-4                     |

### 1974-1978 Duel au sommet
Entre la fin de l'année 1973 et 1978, Bjorn Borg et Jimmy Connors s'affrontent 16 fois (10-6 pour Connors).
Si la première rencontre en novembre 73, est à l'avantage du suédois devant son public à l'Open de Stockholm, les 7 autres matchs sont tous remportés par l'américain les 3 années suivantes (1974-1976).
En 1977, Borg inverse la tendance en remportant leurs 2 seules rencontres, notamment lors de la finale de Wimbledon (victoire 6-4 au 5e set), qui reste sans doute une de leurs confrontations les plus disputées. 
En 1978, le bilan est particulièrement équilibré avec 3 victoire chacun (1-1 en Grand Chelem). Victoire expéditive de Borg à Wimbledon, victoire tout aussi expéditive de Connors à Flushing Meadows. Classé n°1 par l'atp, Connors laisse le premier titre de Champion du Monde décerné par la Fédération internationale de tennis à Borg. Les deux joueurs sont au sommet de leur art et Borg vient de signer le premier de ses trois doublés Roland-Garros-Wimbledon.  

### 1979-1981 Déclin de Connors?
De 1979 à 1981, Borg plus fort que jamais, prend l'ascendant sur son rival américain (11-1 pour Borg). Ne parvenant pas à atteindre une seule finale de Grand Chelem durant cette période, Connors est systématiquement battu en 1/2 finale à Londres et New York par le suédois (trois fois), ou par un autre américain, plus jeune, John McEnroe (trois fois). 
Durant cette période, le tennis est dominé par la rivalité Borg-McEnroe.

### 1982-1983 Borg en semi-retraite
À la suite de sa quatrième défaite (en quatre finales) à L'US Open en septembre 1981 face à John McEnroe (correspondant également à sa troisième défaite d'affilée en finale de Grand Chelem contre le jeune américain), Borg éprouve le besoin de souffler.
Il prend du recul sur le monde du tennis, allégeant considérablement son programme pour 1982, ne défendant, entre autres, pas son titre aux Masters de New York en janvier. N'ayant pas joué suffisamment de tournois, il ne peut défendre non plus (bien que quadruple tenant du titre) celui de Roland-Garros. Ce retrait prématuré des cours du suédois profite dans un premier temps plus à Connors qui redevient no 1 mondial à la fin de l'été 1982, qu'à McEnroe. 
Les derniers affrontements entre Borg et Connors ontt lieu dans des tournois sur invitation particulièrement bien relevés et dotés ou lors de séries de matchs défis en Amérique du Nord et en Asie.
Connors, qui a retrouvé toute sa rage de vaincre, prit le meilleur sur un Björn Borg moins régulier qu'auparavant (1-3 en tournois et 1-8 en matchs défis).
Comme il l'a annoncé en début de saison, le suédois prend sa retraite le 10 avril 1983 à la suite de la Tokyo Suntory Cup après avoir rencontré ses deux principaux rivaux (victoire contre John McEnroe en demi-finale et défaite contre Jimmy Connors en finale). 
Borg tente deux come-back en 1984 et 1991 avec des succès mitigés sans rencontrer de nouveau la route de l'américain avant le senior tour.

## Matchs exhibitions

### Borg-Connors (1-9)
| N° | Date              | Exhibition                        | Surface  | Vainqueur | Score                        |
| -- | ----------------- | --------------------------------- | -------- | --------- | ---------------------------- |
| 1  | 4 mars 1980       | Copenhague "Europe VS États-Unis" | Moquette | Connors 1 | 6-4, 6-2                     |
| 2  | 31 juillet 1982   | Richmond "Match Défi"             | Dur      | Connors 2 | 6-4, 3-6, 7-5, 6-3           |
| 3  | 30 septembre 1982 | Ottawa "Match Défi"               | Moquette | Borg 1    | 1-6, 6-3, 6-3, 1-6, 6-2      |
| 4  | 14 novembre 1982  | Seattle "Match Défi"              | Moquette | Connors 3 | 6-4, 3-6, 7-5                |
| 5  | 15 novembre 1982  | Los Angeles "Match Défi"          | Moquette | Connors 4 | 6-3, 2-6, 6-2                |
| 6  | 20 novembre 1982  | Vancouver "Match Défi"            | Moquette | Connors 5 | 6-2, 5-7, 6-4                |
| 7  | 21 novembre 1982  | San Francisco "Match Défi"        | Moquette | Connors 6 | 7-5, 7-6(8-6)                |
| 8  | 5 février 1983    | Bâton-Rouge "Match Défi"          |          | Connors 7 | 6-7(4-7), 6-4, 6-4           |
| 9  | 6 février 1983    | Providence "Match Défi"           |          | Connors 8 | 6-4, 6-4                     |
| 10 | 6 avril 1983      | Séoul "Match Défi"                | Moquette | Connors 9 | 5-7, 6-1, 4-6, 6-4, 7-6(7-3) |

## Sources pour cette section[Laquelle ?]
- Christian Collin, Le livre d'Or de Borg, Paris, 1982.
- John Barrett, éditeur, World of Tennis Yearbooks, Londres, de 1976 à 1983.
- Michel Sutter, Vainqueurs Winners 1946-2003, Paris, 2003.